# Рощаковські
Рощаковські — український козацько-старшинський, згодом — дворянський рід.

## Походження роду

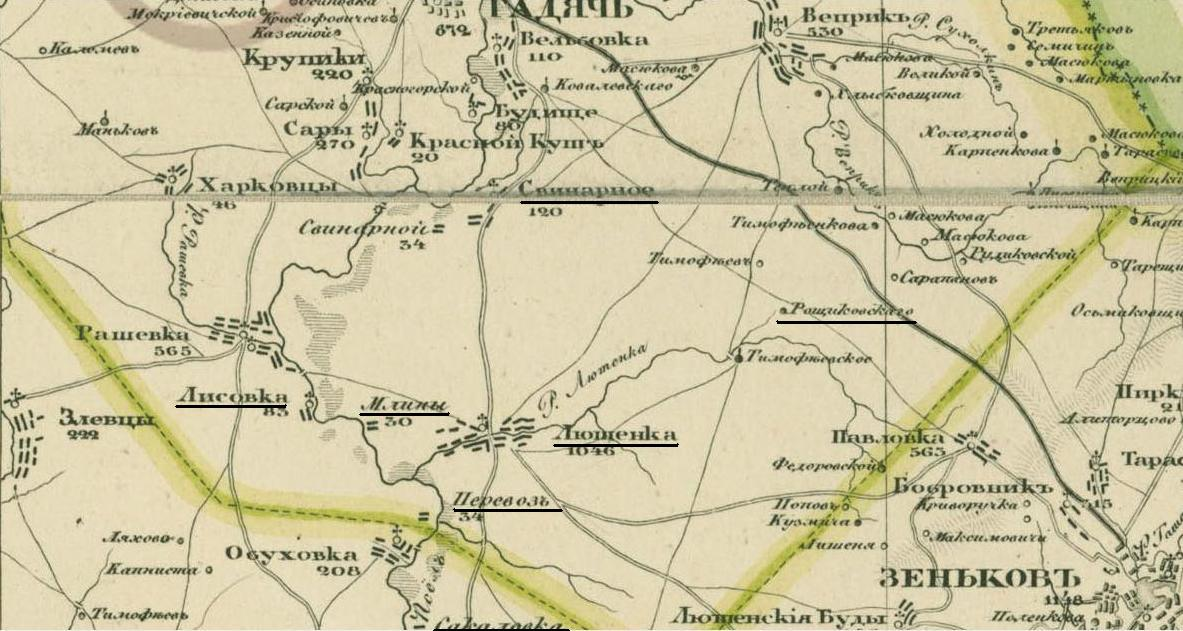
Села, що належали Рощаковським

Генеалогічне дерево роду було складене в загальних рисах архівознавцем початку ХХ століття Вадимом Модзалевським. Першим відомим представником роду Рощаковських був Захар Рощаковський (до 1683 — до 1747) — значний військовий товариш (1713—1724), бунчуковий товариш (1724—1732). Використовуючи прихильне ставлення до свого тестя гетьмана Скоропадського, добився підтвердження своїх прав на посаг дружини — онуки гадяцького полковника Михайла Бороховича. До його рук переходить містечко Лютенька, де мешкала дружина, та села Соколівка, Лисівка, Млини, Перевіз. Пізніше приєднав до своїх володінь село Петрівку та хутір біля села Свинарної (зараз — Соснівка). 
 Мав млини на Хоролі, Пслі, Груні-Ташані неподалік Романівки. У жовтні 1727 року був кандидатом у генеральні судді.

## Рощаковські і Полтавщина
Захар Рощаковський мав двох онуків — Василя (1744 — після 1788) та Петра Васильовичів. Про першого відомо, що він був військовим товаришем і був направлений до якогось військового походу. Петро Васильович (1746-14.09.1831) — військовий, а з 1782 — бунчуковий товариш у Гадяцькому полку. Призначений до Гадяцької Полкової Рахункової Комісії. 1781 року посідав пости комісара й скарбника Зіньківського повіту, потім стає зіньківським повітовим суддею. Колезький асесор. У 1780-х мав 579 підданих у Зіньківському повіті. Мав 11 дітей, причому двоє дочок мали одне ім'я — Дарія. Його підданий Панько Сало фігурує в історичних документах як член «банди Гапки», що орудувала в околицях Зінькова, Лохвиці, Охтирки та Котельви.
Шлях служіння закону обрали для себе Василь Васильович (~1768 — після 1832) та Герасим Петрович (~1768 — 8.05.1853) Рощаковські. Василь займав посади підсудка Гадяцького повітового суду (1803), комісара Гадяцького повіту (1807—1809), судді Гадяцького повітового суду (1818), хорунжого Гадяцького повіту (1832). Герасим Петрович також був підсудком Гадяцького повітового суду (1803), суддею Гадяцького повітового суду (1807), Гадяцьким повітовим підкоморієм (1818). Рідний брат Герасима — Олександр Петрович (~9 березня 1770 — 18.12.1832) — підполковник у відставці. Мав нагороди за службу — орден святого Володимира І ступеня (1807), орден святого Георгія 4 класу (1825). Мав кріпаків та землю в Свинарній Гадяцього повіту та Олександрівці (від імені О. П. Рощаковського, що отримав тут наділи) Ольвіопольського повіту Херсонської губернії (зараз — Рощахівка Бобринецького району Кіровоградської області).
Дещо більше відомо про наступні покоління Рощаковських. Василь Пантелеймовнович (02.08.1818-11.04.1873) — попечитель хлібних запасних магазинів Зіньківського повіту, до того працював у Канцелярії предводителя дворянства Зіньківського повіту. На Зіньківщині йому належало 46 душ кріпаків, 396 десятин землі. 
Деякі відомості про колезького асесора Фадея Пантелеймоновича (21.08.1821-17.08.1904) Рощаковського, що в 1860-х був представником Зіньківського повіту в губернському дворянському зібранні, містяться в «Постановах Зіньківських повітових земських зборів». 14 грудня 1878 року Фадея Пантелеймоновича Рощаковського було затверджено гласним Зіньківських земських зборів замість померлого П. В. Даценка. Його прізвище бачимо в «Списку гласних, вибраних по Зіньківському повіту на трьохріччя з 1880 року» від 25 квітня цього року по Бірківської волості, в «Балотувальному списку особам, запропонованим до балотування в мирові судді» (3 червня 1880 року); разом із дружиною Надією Максимівною вони потрапили до «Балотувального списку до балотування в члени попечительної ради Зіньківської жіночої прогімназії» того ж числа. Гласним Фадей Пантелеймонович пробув ще два роки, починаючи з 1883 року, це прізвище зникає зі сторінок земських звітів. 1883 року Фадей Пантелеймонович мав у хуторі Арсенівському та в селі Пантелеймонівці 639 десятин землі, 7 селян орендували в нього земельні наділи на дворічний термін. 27 липня 1855 року указом Герольдії Фадею та Василю Рощаковським було присвоєне дворянство. Син Фадея Олексій Фадейович (16.03.1855 — після 1914) став штабс-ротмістром 25-го драгунського Казанського полку. З 24 лютого 1893 року — земський начальник Роменського повіту. 
Ганна Пантелеймонівна Рощаковська (27.08.1819-21.02.1877) вийшла заміж за надвірного радника, сорочинського дідича Романа Федоровича Горонескула, що мав молдавське походження. Їхній син Ілля Романович Горонескул (1840-?) став відомим педагогом і громадським діячем. Займався просвітою бідняків, був близьким до громадівців. Цінував творчість Т. Г. Шевченка. У 1863—1868 роках працював наглядачем пансіонату при Київській гімназії № 1, згодом викладав у цій гімназії географію. Був знайомий із композитором М. В. Лисенком, навіть співав у його опері на аматорській сцені.
З діяльністю Рощаковських, очевидно, пов'язане виникнення власницького хутора Новоселівка (раніше — Рощахівщина) Зіньківського повіту 

## Херсонська гілка роду

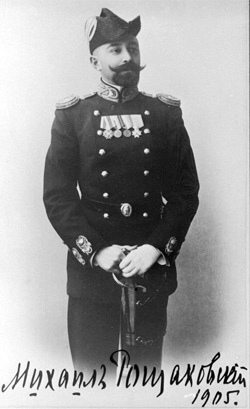
Герой Порт-Артура Михайло Рощаковський

Доля Костянтина Олександровича Рощаковського (01.11.1815-20.03.1862) була пов'язана з містечком Бобринець Херсонської губернії, на цих землях оселилась одна з гілок Рощаковських. 1835 року він стає канцелярським чиновником у Департаменті Державного майна, через два роки — помічником столоначальника. У 1843 і 1858 роках — почесний наглядач Бобринецького повітового училища. З 1859 — предводитель дворянства Бобринецького і Єлисаветградського повітів, член Херсонського Губернського Комітету зі звільнення селян. Його мемуари того періоду надруковані в «Київській старовині», регулярно друкувався в «Журнале землевладельцев», «Одесском вестнике». Був прихильником консервативної точки зору на кріпацькі порядки; відстоював необхідність тілесних покарань, та, незважаючи на це, серед місцевих селян здобув славу «доброго пана», що добровільно вчив дітей домашньої прислуги грамоти. Незадовго до своєї смерті він був удостоєний аудієнції в імператора Олександра ІІ. Його син Сергій (14.12.1847 — після 1914) став членом Київського Окружного суду (1909), Володимир (1851—1900) — судовим слідчим у Єлисаветграді. Дружина Володимира — князівна Наталя Дмитрівна Ухтомська. Обидва брати чимало зробили для свого рідного Єлисаветградського повіту, працюючи в повітовому та губернському земствах.
Свої славні традиції рід продовжував і на початку ХХ століття. Михайло Сергійович Рощаковський (22.09.1876-1938) — герой російсько-японської війни. Він — один з персонажів знаменитих історичних романів Олександра Степанова «Порт-Артур» та Олексія Новикова-Прибоя «Цусіма». Уже в новітні часи подвигу Михайла Рощаковського присвятив одну зі своїх новел із циклу «Исторические миниатюры» під назвою "Решительные с «Решительного» Валентин Пікуль. 
 Багаторічний в'язень ГУЛАГу, письменник і мемуарист Лев Разгон про незвичайну долю цього чоловіка розповідає в одному з найкращих своїх оповідань «Рощаковский» (збірник мемуарної прози «Плен в своїм Отечестве»), а норвезький письменник-історик Бйорн Братбак присвятив йому нарис «Герой Порт-Артура и узник ГУЛАГа: капитан I рангаМихаилСергеевичРощаковский». Перебував у еміграції, але уже 1926 року попросився до СРСР. Він став одним із консультантів Наркомату суднобудування. 1937 року арештований як «соціально небезпечний елемент». Помер у Карагандинському концтаборі.
Сергій Сергійович (01.08.1892-?) 1909 року був вихованцем Імператорського Олександрівського ліцею.

## Родинні зв'язки Рощаковських
Династія Рощаковських мала родинні зв'язки з іншими благородними сімействами Полтавщини, особливо Гадяцького та Зіньківського повітів: Лишенями (Лішиними), Балясними, Данилевськими, Бутовичами. Були вони й родичами Яновських: Петро Васильович мав дружину — доньку бунчукового товариша Ганну Іванівну Яновську (?-06.01.1829), їхня дочка Дарія Петрівна (старша, ~1771-30.12.1807) у першому шлюбі була за Григорієм Івановичем Яновським, колезьким протоколістом. Як відомо, з Гоголів-Яновських походив Микола Гоголь. Миргородський краєзнавець Людмила Розсоха вважає, що Гоголь знав Рощаковських, своїх далеких родичів. Можливо, тому в ранньому варіанті комедії «Ревізор» Микола Васильович, що любив переінакшувати імена знайомих людей для літературних персонажів, назвав одного зі своїх героїв Растаковським.
Донька Василя Васильовича Рощаковського Уляна Василівна Рощаковська  була дружиною сина  поміщика села Крутий Берег (тепер - місцевість у складі міста Полтави) відставного штаб-ротмістра Василя Федоровича Дублянського (1817 - після 1847). За нею дано  посаг: 100 душ у селі Лютенька і 60 – в селі Улянівка Зіньківського повіту. В.Ф. Дублянський на початку 1840-х – депутат дворянства Гадяцького повіту (як і брат Андрій – від Полтавського); в 1842-1844 – засідатель Полтавського совісного суду, в 1845-46 – депутат в Зіньківському земському  суді; з 1846-1847 р. – чиновник з особливих доручень при Полтавському цивільному губернаторові (в чині губернського секретаря). Їхній син – Василь Васильович Дублянський (1839, Крутий Берег - ?) мав єдину доньку – Ольгу Василівну Дублянську, вихованку Патріотичного інституту.
1. ↑  Кривошея В. В., Кривошея І. І., Кривошея О. В. Неурядова старшина Гетьманщини. — К.: Стилос, 2009. — С. 316
2. ↑  Модзалевский В.Л. Малороссийский родословник. Том четвертый: П-С. – К.: Типо-Литография «С.В.Кульженко», 1914. – С. 362
3. ↑  Кривошея В. В., Кривошея І. І., Кривошея О. В. Неурядова старшина Гетьманщини, С. 316
4. ↑  Модзалевский В. Л. Малороссийский родословник, С. 363
5. ↑  Маслійчук В. Банда Гапки. Як грабували і відкупалися від суду в часи Котляревського
6. 1 2  Модзалевский В. Л. Малороссийский родословник, С. 363-364
7. ↑  Модзалевский В. Л. Малороссийский родословник, С. 364-365
8. ↑  Постановления Зеньковскаго уезднаго экстреннаго земскаго собрания 14 декабря 1878 года. — Полтава: Типография Н.Пигуренко, 1879. — С. 3
9. ↑  Постановления Зеньковскаго очереднаго уезднаго земскаго собрания XVI-го созыва. — Полтава: Типография Н.Пигуренко, 1880. — С.15, 292, 301, 303
10. ↑  Сборник по хозяйственной статистике Полтавской губернии. Том І. Зеньковский уезд. Часть 2. — Полтава: Типография И. А. Дохмана, 1882. — С. 98-99, 154—155
11. ↑  Список дворян, внесенных в дворянскую родословную книгу Полтавской губернии / Издан Полтавским Дворянским Депутатским Собранием в 1898 году. — Полтава: Типо-Литография Полтавскаго Губернскаго Правления, 1898. — С. 580
12. 1 2  Модзалевский В. Л. Малороссийский родословник, С. 365-366
13. ↑  Розсоха Л. Волох Горонескул — сорочинський сотник (до Дня українського козацтва)
14. ↑  Мемуары К. А. Рощаховскаго времени освобождения крестьян // Киевская старина. — 1887. — № 6-7. — С. 397, 406
15. ↑  Босько В. Три покоління Рощаковських з Рощахівки: громадські діячі та морські офіцери / В.Босько // Народне слово. — 2013. — 7 березня. — С. 8
16. ↑  Босько В. Зазн. стаття
17. ↑  Модзалевский В. Л. Малороссийский родословник, С. 366
18. ↑  Розсоха Л. Зазн. праця